# Asebie
Asebie (Oudgrieks: ἀσέβεια / asébeia) betekent goddeloosheid. In het oude Griekenland waren er zelfs enige asebieprocessen tegen filosofen zoals Anaxagoras, Protagoras en Socrates. Asebie was een begrip, waarmee de filosofische inzichten van enkele antieke geleerden werden aangeduid, zo bijvoorbeeld die van Anaxagoras. Het verwijt van asebie werd vaak gebruikt om onpopulaire tegenspelers van de conservatieven mee af te straffen.
De tegenhanger van asebie is eusebeia (εὐ̓σέβεια - eerbiedigheid, piëteit; vroomheid), waarvan de Grieks-Romeinse naam Eusebius is afgeleid.

## Asebieprocessen
De asebieprocessen, die door conservatief gezinde krachten in het oude Griekenland tegen filosofen en sofisten werden ingesteld, waren een uiting van de spanningen tussen de verschillende wereldvisies in die tijd.
Van het begin van de Peloponnesische Oorlog rond 430 v.Chr. werd een eerste aanklacht wegens asebie door een zekere Diopeithes ingediend. Hij was een religieus fanaticus en waarzegger van beroep, die de "moderne" filosofie reeds vanuit beroepsmatig oogpunt moet hebben gehaat. Hij bracht een volksbesluit tot stand, waarna diegene in een bijzonder proces voor het gerecht moest worden gebracht, die het goddelijk weigert te erkennen en over de hemelverschijnselen onderricht geeft.

## Enige voorbeelden van asebieprocessen
Het eerste slachtoffer van dit volksbesluit was Anaxagoras en zijn natuurkundige (materialistische) wereldbeeld. Een vriend raadde hem aan Athene te verlaten voordat het tot een proces zou komen.
Ongeveer 15 jaar later moest Diagoras van Melos zich wegens asebie voor het gerecht verantwoorden. Hij was lyricus en sofist, in de werkelijke betekenis van het woord. Men zegt over hem dat hij de goden loochende en men wierp hem bovendien geringschatting van de Eleusische mysteriën voor de voeten. Hij werd ter dood veroordeeld en moest uit Athene vluchten.
De sofist Protagoras werd uit Athene verbannen, daar hij in zijn werk Peri theôn (Over de goden) zei: "Van de goden weet ik niets: niet dat ze bestaan, evenmin dat ze niet bestaan".
Socrates weigert de hem geboden kans, om in ballingschap te gaan, uit morele overwegingen, alsook die hem geboden mogelijkheid te vluchten; daarop werd hij ter dood veroordeeld (zie Plato, Apologie en Critias).
Anderen die wegens asebie zijn aangeklaagd:
- Theodorus van Cyrene